# Ilario Antoniazzi
Ilario Antoniazzi, né le 23 avril 1948 à Rai (commune de San Polo di Piave), est un ecclésiastique italien de l'Église catholique romaine. Il est le second archevêque de Tunis de 2013 à 2024.

## Biographie
Après des études à l’Institut missionnaire Saint-Pie-X d’Oderzo, en Italie, Ilario Antoniazzi entre au petit séminaire de Beit-Jala, près de Bethléem.
Il est ordonné prêtre de Jérusalem le 24 juin 1972 par le patriarche Giacomo Giuseppe Beltritti (it). Son futur prédécesseur à Tunis, Maroun Lahham, est ordonné prêtre le même jour. D'abord vicaire à Zarqa-Sud, en Jordanie, Ilario Antoniazzi devient en 1975 curé de Fuheis.
Il est ensuite vicaire à Amman, puis à Smakieh en 1980. De 1992 à 1995, il étudie à Rome et obtient une licence en théologie spirituelle à l’Institut thérésien. De retour en Terre Sainte en 1995, il est nommé à Rameh en Galilée , puis en 2005 à Reineh, près de Nazareth, avant de revenir à Rameh en 2007. De 2011 à 2013, il est également directeur général des écoles du patriarcat latin de Jérusalem.
Le 21 février 2013, il est nommé archevêque de Tunis par le pape Benoît XVI ; il est consacré évêque le 16 mars suivant par Fouad Twal.
Le 4 avril 2024, il démission pour raison d'âge ; Nicolas Lhernould prend sa suite.